# 索科烏達河
53°12′11″N 23°27′10″E / 53.2031°N 23.4529°E

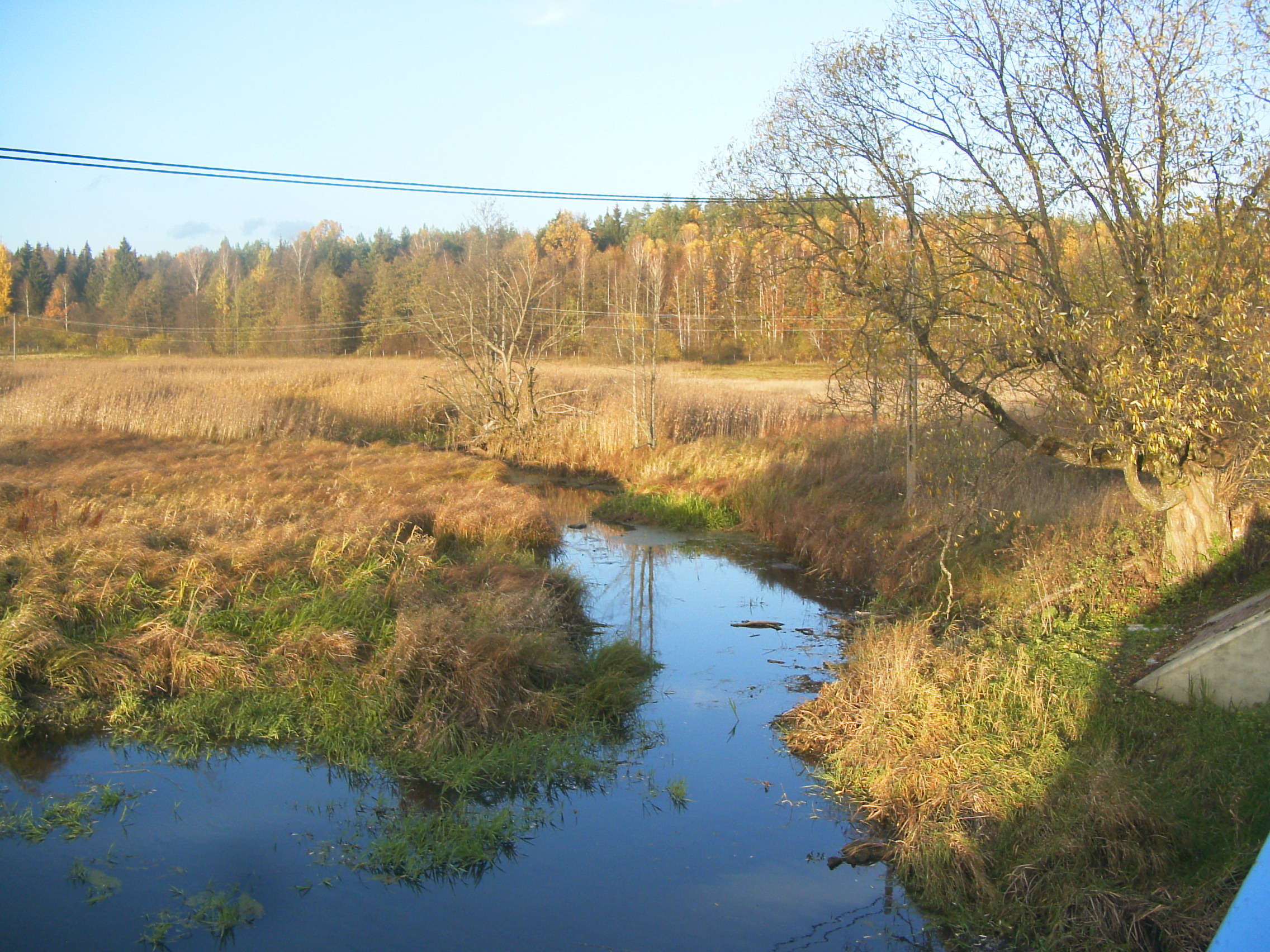

索科烏達河是波蘭的河流，位於該國東北部，處於波德拉謝省，屬於蘇普拉希爾河的右支流，河道全長44公里，流域面積464平方公里。